# Fissidens crenulatus
Fissidens crenulatus är en bladmossart som beskrevs av Mitten 1859. Fissidens crenulatus ingår i släktet fickmossor, och familjen Fissidentaceae. Inga underarter finns listade i Catalogue of Life.